# کارلیووا
کارلیووا (به ترکی استانبولی: Karlıova) یک منطقهٔ مسکونی در ترکیه است که در استان بینگول واقع شده‌است. کارلیووا ۱٬۹۴۰ متر بالاتر از سطح دریا واقع شده‌است.